# McMurdosundet

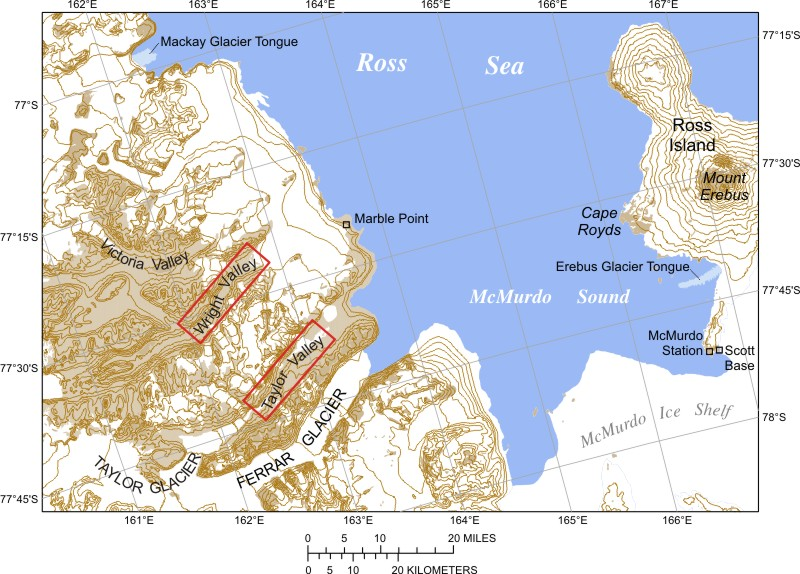
McMurdo-sundet.

McMurdosundet är ett cirka 60 km (max 74 km) brett och 148 km långt sund mellan Ross Island och Victoria Land i Antarktis. Det gränsar i söder mot Ross shelfis och har därför mer karaktär av en bukt. MacMurdosundet är en viktig inkörsport till den antarktiska kontinenten. Flera Antarktisexpeditioner har haft sina basläger vid McMurdosundet. Bland andra Robert Scott och Ernest Shackleton. Intill sundet, på Rossön ligger också Antarktis största samhälle, den amerikanska forskningsstationen McMurdo Station.
McMurdo-sundet upptäcktes 1841 av James Clark Ross.

## Galleri

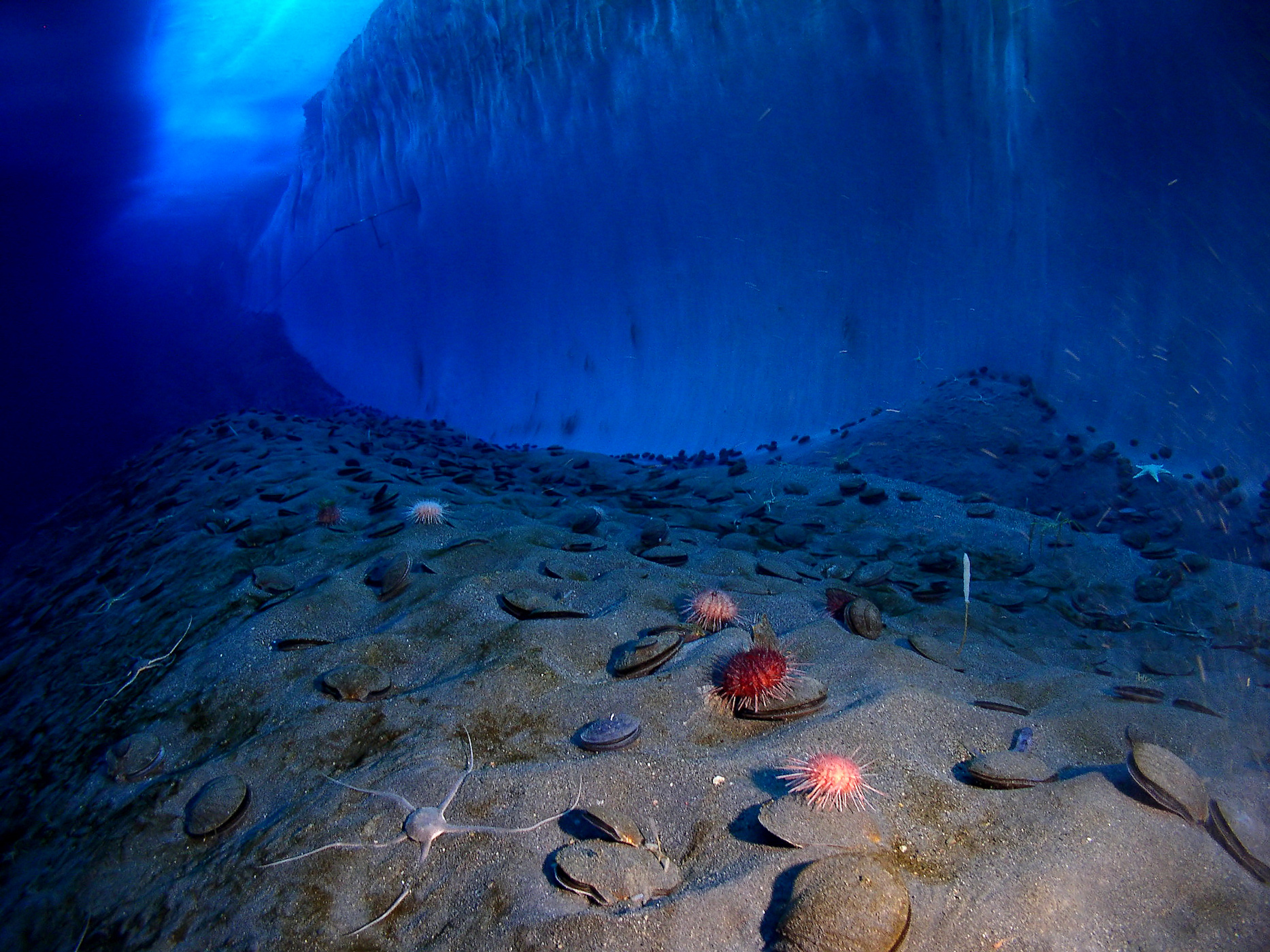
Undervattensliv
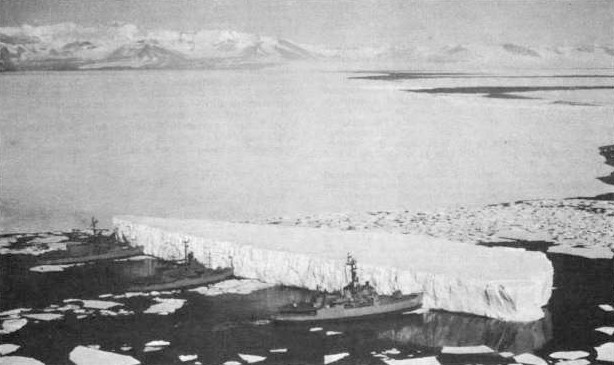
Isbrytare 1965
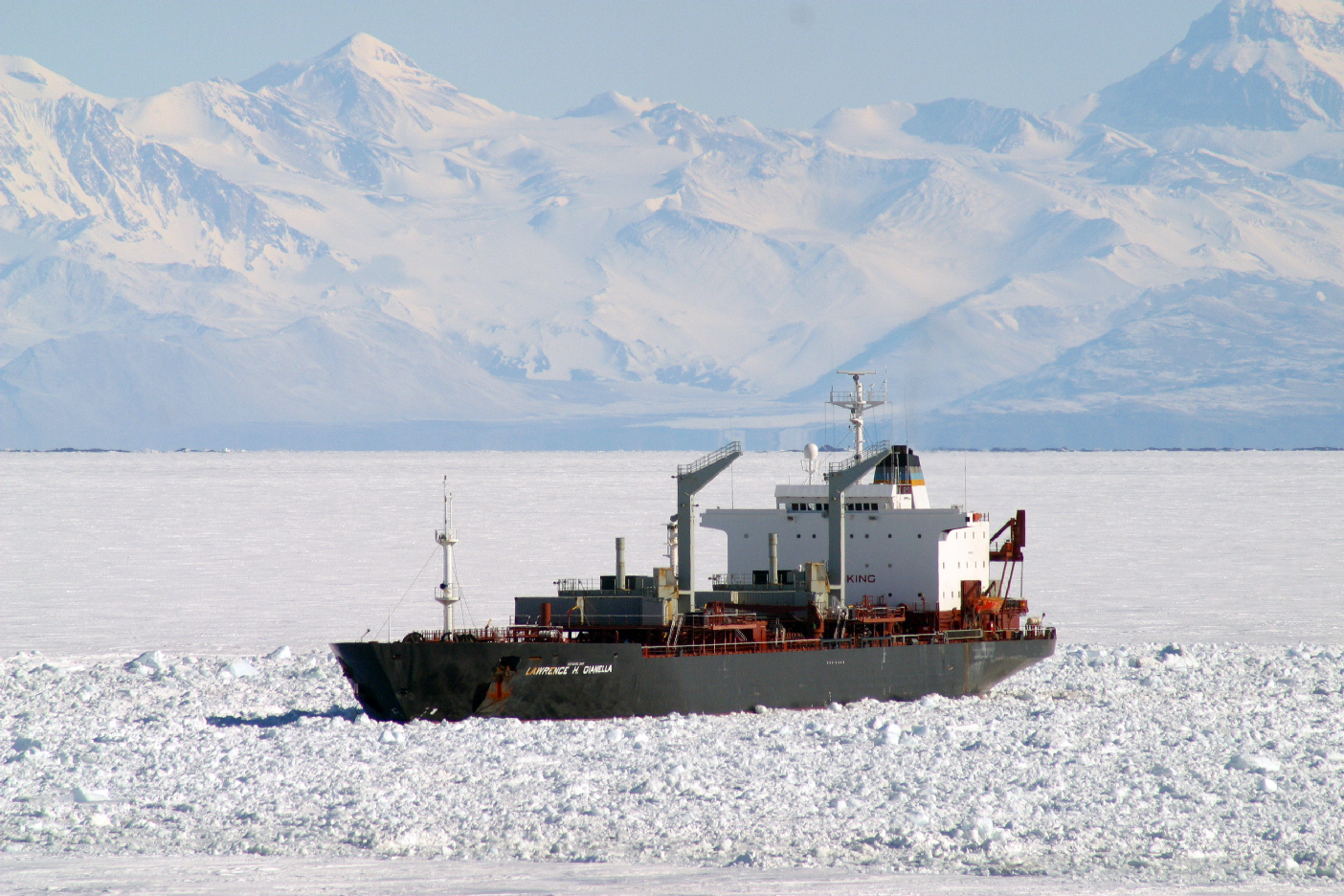
Oljetanker